# S덕트

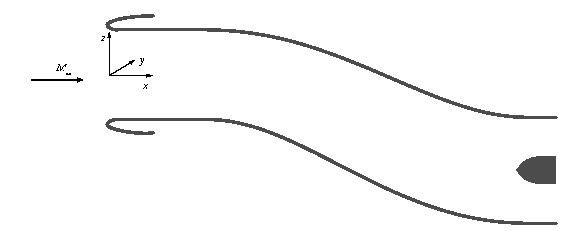
S덕트의 기하학

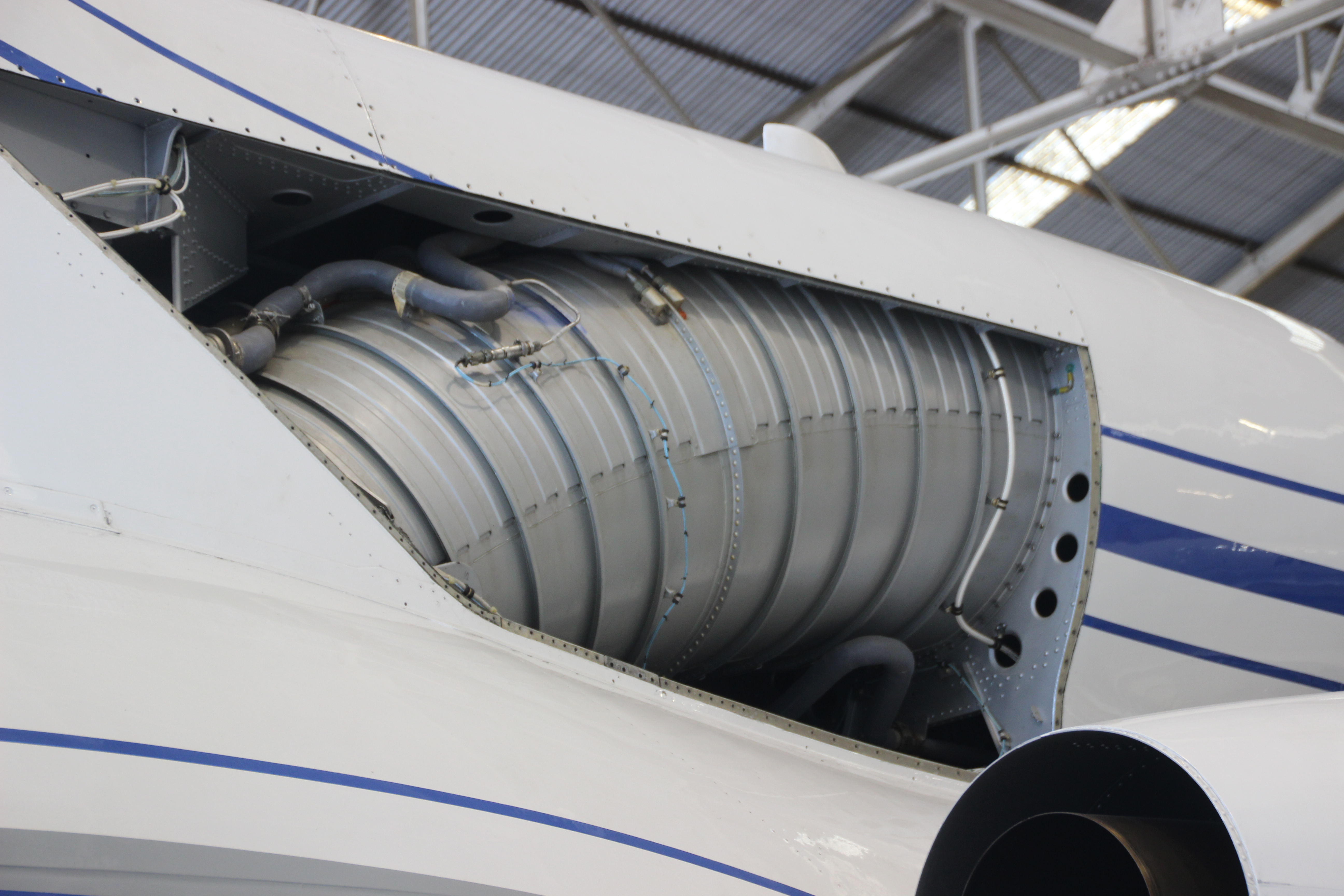
다소 팰컨 50의 S덕트

S덕트(S-duct)는 여러 유형의 삼발 제트기에 사용되는 제트 엔진 흡입 덕트 유형이다. 이 구성에서 흡입구는 항공기 후방 중앙 상단, 안정 장치 위 또는 아래에 있고 배기 장치와 엔진은 항공기 후방에 있다. S덕트는 항공기의 꼬리 부분, 즉 미부 부분에 위치한다. S덕트의 모양은 독특하고 쉽게 알아볼 수 있으며 1962년 호커 시들리 트라이던트를 시작으로 여러 항공기에 사용되었다. 현재 닷소 팰컨 8X 및 닷소 팰컨 900 비즈니스 제트기는 S덕트 설계를 사용하는 유일한 생산 항공기이다.

## S덕트 항공기 목록
현재 S덕트가 장착된 항공기는 아래와 같다:
- 다소 팰컨 7X
- 다소 팰컨 900
- 다소 라팔
- 유로파이터 타이푼
- F-35 라이트닝 II

과거에 S덕트를 사용했으나 지금은 생산되지 않는 항공기는 아래와 같다:
- 보잉 727
- 다소 팰컨 50
- 에픽 빅토리
- 호커 시들리 트라이던트
- IAI 라비
- 록히드 L-1011 트라이스타
- F-22 랩터
- 록히드 YF-22
- 미코얀 프로젝트 1.44
- 노스럽 그러먼 B-2 스피릿
- 노스롭 YF-23
- 쇼트 SC.1
- 수호이 Su-47
- 투폴레프 Tu-154
- 투폴레프 Tu-154
- 야코블레프 Yak-40
- 야코블레프 Yak-42